# Contrat optimal et par
Dans le jeu de bridge de compétition, toute donne est caractérisée par un contrat optimum, appelé le par. Ce par est un Équilibre de Nash, c'est-à-dire un optimum au sens de la Théorie des jeux. Généralement calculé par ordinateur, il figure souvent sur les fiches remises à l'issue des tournois de bridge. Cet article est dédié au calcul du par qui peut sembler parfois obscur aux joueurs non expérimentés.
Les termes contrat optimal et contrat de par du jeu de bridge prêtent parfois à confusion.

## Contrat optimal
Le contrat optimal est celui qui offre à une paire le meilleur score, dans le silence adverse. C'est donc un contrat obtenu sans que la paire déclarante n'ait été obligée par les adversaires de grimper dans les enchères plus haut qu'elle ne le souhaitait. 
Si la paire obtient un nombre de levées différent selon qu'un contrat soit joué par l'un ou l'autre membre de la paire, c'est le meilleur des deux scores qui est pris en compte.

## Contrat depar
Le mot par est entré dans le vocabulaire du bridge par analogie au "Par" du golf, qui désigne le score moyen pouvant être obtenu par un très bon joueur dans un contexte où celui-ci se bat contre les éléments adverses.
Deux camps s'affontent, Nord-Sud et Est-Ouest. Chacun surenchérit dans la mesure où il peut améliorer son score. Lorsqu'aucune des deux paires ne peut plus améliorer son score en faisant une enchère plus élevée qui lui procure un gain supérieur (ou bien une perte moindre), l'Équilibre de Nash est atteint : c'est le contrat de PAR. Il s'agit soit du contrat optimal de l'un des deux camps, soit d'un contrat supérieur, dont le score est nécessairement compris entre les scores des contrats optimaux des 2 camps.
Pour le calcul du score d'un contrat pour un camp donné, on prend en compte le meilleur des scores possibles des 2 joueurs du camp. Si le contrat chute, le score est calculé comme s'il était contré, mais jamais surcontré.
Le Par peut être calculé en double mort, soit sur la base des 4 jeux de la donne, soit en probabilités. Le calcul sur la base des 4 jeux connus est couramment proposé dans les tournois à donnes préparées, où une "solution" est proposée aux joueurs en fin de match. Le calcul en probabilités est plus complexe et obéit au Théorème du minimax de von Neumann.

## Exemples de calcul du par

### 1erexemple
Dans cet exemple, la défense annonce volontairement un contrat qui chute mais qui lui coûtera moins que si le camp adverse réalisait son contrat.
| ♠ | V 9 8 4  |
| ♥ | A D 10 2 |
| ♦ | A D 10   |
| ♣ | 7 5      |

| ♠ | 10 5 3 2 |
| ♥ | 9 7 3    |
| ♦ | 7 2      |
| ♣ | A R 4 2  |

| ♠ | R D 7   |
| ♥ | R V 8 5 |
| ♦ | 5 3     |
| ♣ | D 9 6 3 |

| ♠ | A 6         |
| ♥ | 6 4         |
| ♦ | R V 9 8 6 4 |
| ♣ | V 10 8      |

| ♠ | V 9 8 4  |
| ♥ | A D 10 2 |
| ♦ | A D 10   |
| ♣ | 7 5      |

| ♠ | 10 5 3 2 |
| ♥ | 9 7 3    |
| ♦ | 7 2      |
| ♣ | A R 4 2  |

| ♠ | R D 7   |
| ♥ | R V 8 5 |
| ♦ | 5 3     |
| ♣ | D 9 6 3 |

| ♠ | A 6         |
| ♥ | 6 4         |
| ♦ | R V 9 8 6 4 |
| ♣ | V 10 8      |

| ♠ | V 9 8 4  |
| ♥ | A D 10 2 |
| ♦ | A D 10   |
| ♣ | 7 5      |

| ♠ | 10 5 3 2 |
| ♥ | 9 7 3    |
| ♦ | 7 2      |
| ♣ | A R 4 2  |

| ♠ | R D 7   |
| ♥ | R V 8 5 |
| ♦ | 5 3     |
| ♣ | D 9 6 3 |

| ♠ | A 6         |
| ♥ | 6 4         |
| ♦ | R V 9 8 6 4 |
| ♣ | V 10 8      |

| ♠ | V 9 8 4  |
| ♥ | A D 10 2 |
| ♦ | A D 10   |
| ♣ | 7 5      |

| ♠ | 10 5 3 2 |
| ♥ | 9 7 3    |
| ♦ | 7 2      |
| ♣ | A R 4 2  |

| ♠ | R D 7   |
| ♥ | R V 8 5 |
| ♦ | 5 3     |
| ♣ | D 9 6 3 |

| ♠ | A 6         |
| ♥ | 6 4         |
| ♦ | R V 9 8 6 4 |
| ♣ | V 10 8      |

L'analyse en double mort donne les nombres suivants de levées pour les différentes couleurs d'atouts :
| Couleurs | N-S | E-O |
| -------- | --- | --- |
| NT       | 8   | 5   |
| ♠        | 8   | 5   |
| ♥        | 7   | 5   |
| ♦        | 6   | 7   |
| ♣        | 5   | 8   |

| Contractant | Contrat optimum | Score (compté positivement pour N-S) | Notes                                                                         |
| ----------- | --------------- | ------------------------------------ | ----------------------------------------------------------------------------- |
| N-S         | 1SA+1           | +120                                 | N-S fait 8 levées à SA, soit une surlevée                                     |
| E-O         | 1♣+1            | -90                                  | E-O fait 8 levées à ♣, soit une surlevée                                      |
| PAR: E-O    | 3♣X-1           | 100                                  | E-O chute de 1 levée contrée mais son score est meilleur que l'optimum de N-S |

| Camp | Enchère | Score N-S | Score E-O |
| ---- | ------- | --------- | --------- |
| N-S  | 1SA     | +120      | -120      |
| E-O  | 2♣      | -90       | +90       |
| N-S  | 2SA     | +120      | -120      |
| E-O  | 3♣X     | +100      | -100      |

- Lorsque Nord-Sud annonce 1SA (qui rapporte 120 points compte tenu de la surlevée), Est-Ouest surenchérit 2♣ qui doit gagner.
- Nord-Sud annonce alors 2SA, qui doit gagner également.
- Enfin, Est-Ouest annonce 3♣ qui chute de 1 et qui est donc contré.

Ce contrat coûtera 100 points à Est-Ouest (non vulnérable) mais sera plus avantageux pour Est-Ouest que les 120 points que Nord-Sud aurait gagnés à 2SA. Le Par sera donc à 3♣ contré, score 100 points (compté positivement pour N-S et négativement pour E-O).

### 2eexemple
Dans cet exemple, après une surenchère de la défense, le camp légitime remporte l'enchère mais gagnera moins que si la défense n'était pas intervenue.
| ♠ | A 9 8 4   |
| ♥ | A V 5     |
| ♦ | A V 9 7 3 |
| ♣ | A         |

| ♠ | V 10 7 6   |
| ♥ | 10 7 6 4 3 |
| ♦ | D          |
| ♣ | 9 8 2      |

| ♠ | R              |
| ♥ | R 9 2          |
| ♦ | R 10           |
| ♣ | R D V 10 7 4 3 |

| ♠ | D 5 3 2   |
| ♥ | D 8       |
| ♦ | 8 6 5 4 2 |
| ♣ | 6 5       |

| ♠ | A 9 8 4   |
| ♥ | A V 5     |
| ♦ | A V 9 7 3 |
| ♣ | A         |

| ♠ | V 10 7 6   |
| ♥ | 10 7 6 4 3 |
| ♦ | D          |
| ♣ | 9 8 2      |

| ♠ | R              |
| ♥ | R 9 2          |
| ♦ | R 10           |
| ♣ | R D V 10 7 4 3 |

| ♠ | D 5 3 2   |
| ♥ | D 8       |
| ♦ | 8 6 5 4 2 |
| ♣ | 6 5       |

| ♠ | A 9 8 4   |
| ♥ | A V 5     |
| ♦ | A V 9 7 3 |
| ♣ | A         |

| ♠ | V 10 7 6   |
| ♥ | 10 7 6 4 3 |
| ♦ | D          |
| ♣ | 9 8 2      |

| ♠ | R              |
| ♥ | R 9 2          |
| ♦ | R 10           |
| ♣ | R D V 10 7 4 3 |

| ♠ | D 5 3 2   |
| ♥ | D 8       |
| ♦ | 8 6 5 4 2 |
| ♣ | 6 5       |

| ♠ | A 9 8 4   |
| ♥ | A V 5     |
| ♦ | A V 9 7 3 |
| ♣ | A         |

| ♠ | V 10 7 6   |
| ♥ | 10 7 6 4 3 |
| ♦ | D          |
| ♣ | 9 8 2      |

| ♠ | R              |
| ♥ | R 9 2          |
| ♦ | R 10           |
| ♣ | R D V 10 7 4 3 |

| ♠ | D 5 3 2   |
| ♥ | D 8       |
| ♦ | 8 6 5 4 2 |
| ♣ | 6 5       |

L'analyse en double mort donne le nombre de levées réalisable par chaque joueur :
| Couleurs | N  | S  | E | O |
| -------- | -- | -- | - | - |
| NT       | 6  | 6  | 5 | 5 |
| ♠        | 10 | 9  | 3 | 3 |
| ♥        | 6  | 6  | 7 | 7 |
| ♦        | 11 | 11 | 2 | 2 |
| ♣        | 5  | 5  | 8 | 8 |

| Contractant | Contrat optimum | Score (compté positivement pour N-S) | Notes                   |
| ----------- | --------------- | ------------------------------------ | ----------------------- |
| N-S (N)     | 4♠              | +620                                 | Nord fait 10 levées à ♠ |
| E-O         | 1♣+1            | -90                                  | E-O fait 8 levées à ♣   |
| PAR: N-S    | 5♦              | 600                                  |                         |

| Camp | Enchère | Score N-S | Score E-O |
| ---- | ------- | --------- | --------- |
| N-S  | 4♠      | 620       | -620      |
| E-O  | 5♣X     | 500       | -500      |
| N-S  | 5♦      | 600       | -600      |

Les contrats optimaux sont 4♠ joué par Nord et 1♣ par E-O. Toutefois, sur l'enchère de 4♠ de N-S qui rapporterait 620 à N-S, E-O "sacrifie" à 5♣ qui chute de 3 contré et lui coûte 500 points (contre 620 s'il laisse jouer le contrat optimal de N-S).
N-S déclare alors sa couleur secondaire : 5♦, qui lui rapportera 600 points, c'est-à dire un peu plus que les 500 points du contrat proposé par l'adversaire, mais moins que le contrat optimal ne lui aurait rapporté. Donc le Par est à 5♦ par N-S et vaut 600 points.
Dans cet exemple, la "défense" d'E-O ne lui aura rapporté que 20 points, ce qui est négligeable en duplicate où les scores sont convertis en IMP. Par contre, cette différence peut être énorme en tournoi par paires (TPP), où l'on est noté en pourcentage du champ : si la plupart des E-O ne "défendent" pas à 5♣, le contrat de 4♠ par N-S sera noté 50% pour E-O, alors que celui de 5♦ par N-S sera noté 100% pour E-O. Cette différence énorme de 50% explique que l'agressivité des défenseurs en TPP est bien supérieure à celle que l'on observe en duplicate.